# Diu
Diu là một thành phố và là nơi đặt hội đồng đô thị (municipal council) của quận Diu thuộc bang Daman và Diu, Ấn Độ.

## Địa lý
Diu có vị trí 20°42′B 70°59′Đ / 20,7°B 70,98°Đ Nó có độ cao trung bình là 0 mét (0 feet).

## Nhân khẩu
Theo điều tra dân số năm 2001 của Ấn Độ, Diu có dân số 21.576 người. Phái nam chiếm 46% tổng số dân và phái nữ chiếm 54%. Diu có tỷ lệ 75% biết đọc biết viết, cao hơn tỷ lệ trung bình toàn quốc là 59,5%: tỷ lệ cho phái nam là 81%, và tỷ lệ cho phái nữ là 69%. Tại Diu, 13% dân số nhỏ hơn 6 tuổi.